# Parque natural de la Sierra de la Encina de la Lastra
El parque natural de la sierra de la Encina de la Lastra (en gallego Serra da Enciña da Lastra) es un espacio natural protegido español situado en el noreste de la provincia de Orense, en el municipio de Rubiá, comarca de Valdeorras, que fue declarado parque natural en el año 2002 por la Junta de Galicia. Tiene una superficie de 3151,67 ha y una altitud media de 684 m. Se trata de un valle de piedra caliza de pendientes pronunciadas y cantiles en los que se instalan bosques mediterráneos. Área de especial interés faunístico, en particular por sus poblaciones de aves rapaces, entre las que destaca la presencia del águila real y el halcón peregrino. La abundancia de cuevas - que aquí se denominan palas - propicia la existencia de numerosas colonias de murciélagos, las más importantes de Galicia. Otro punto de interés radica en la presencia de zonas de pasto de tipo mediterráneo características de zonas rocosas de montaña.

## Hábitat
- Zonas de matorral con tojo
- Bosques de (Juniperus communiss).

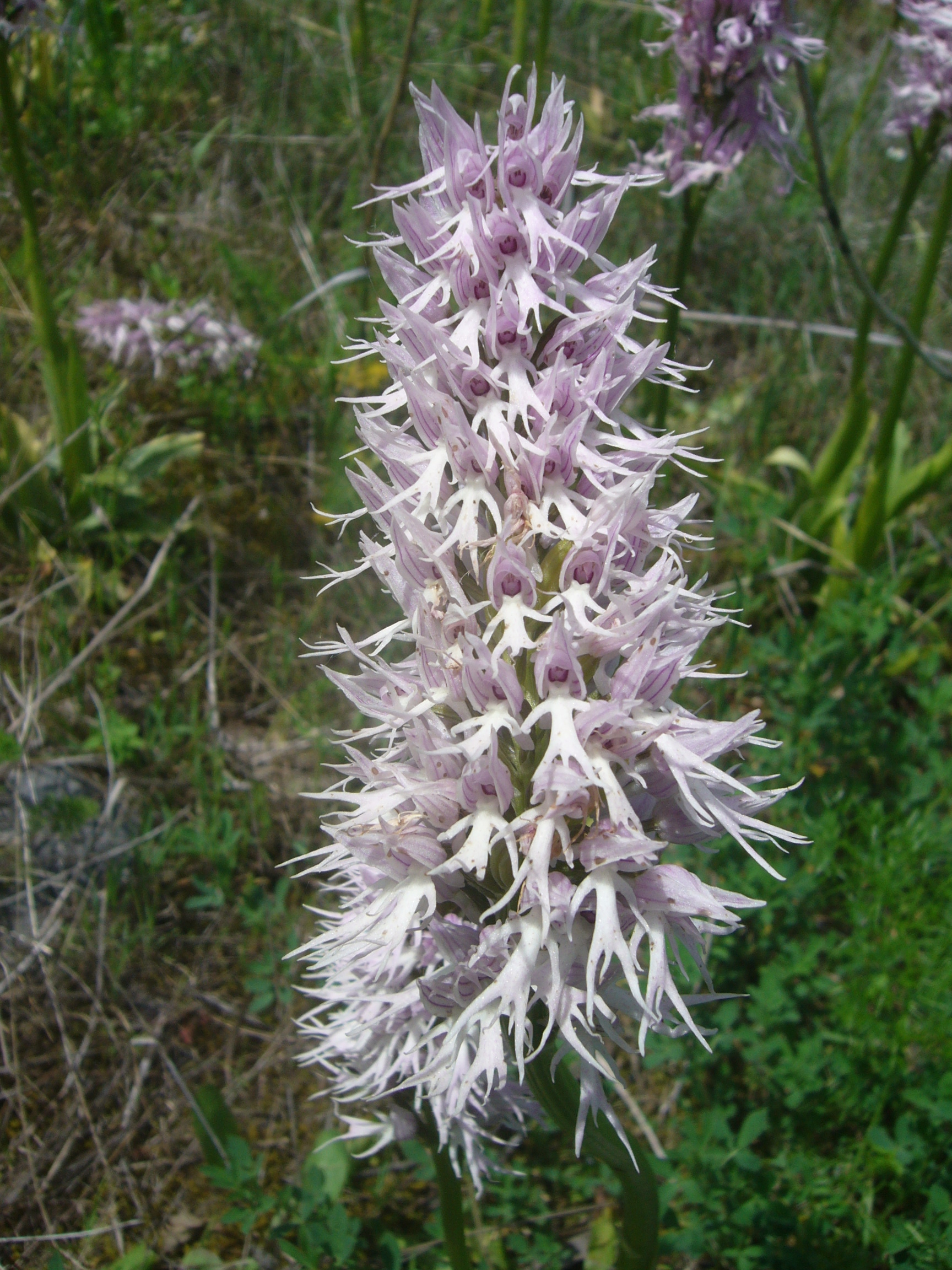
Flor de Orchis italica.

- Prados alpinos y pastizales subalpinos calcáreos
- Praderas sobre sustratos calcáreos de (Festuco-Brometalia)
- Zonas subestépicas de gramíneas anuales de Brachypodietea
- Pendientes de roca caliza con vegetación casmofítica
- Bosques de castaños (Castanea sativa)
- Encinares de Quercus ilex y Quercus rotundifolia

## Flora
- Chaenorhinum serpyllifolium subsp. lusitanicum
- Petrocoptis (Petrocoptis grandiflora)
- Santolina (Santolina semidentata)

## Fauna

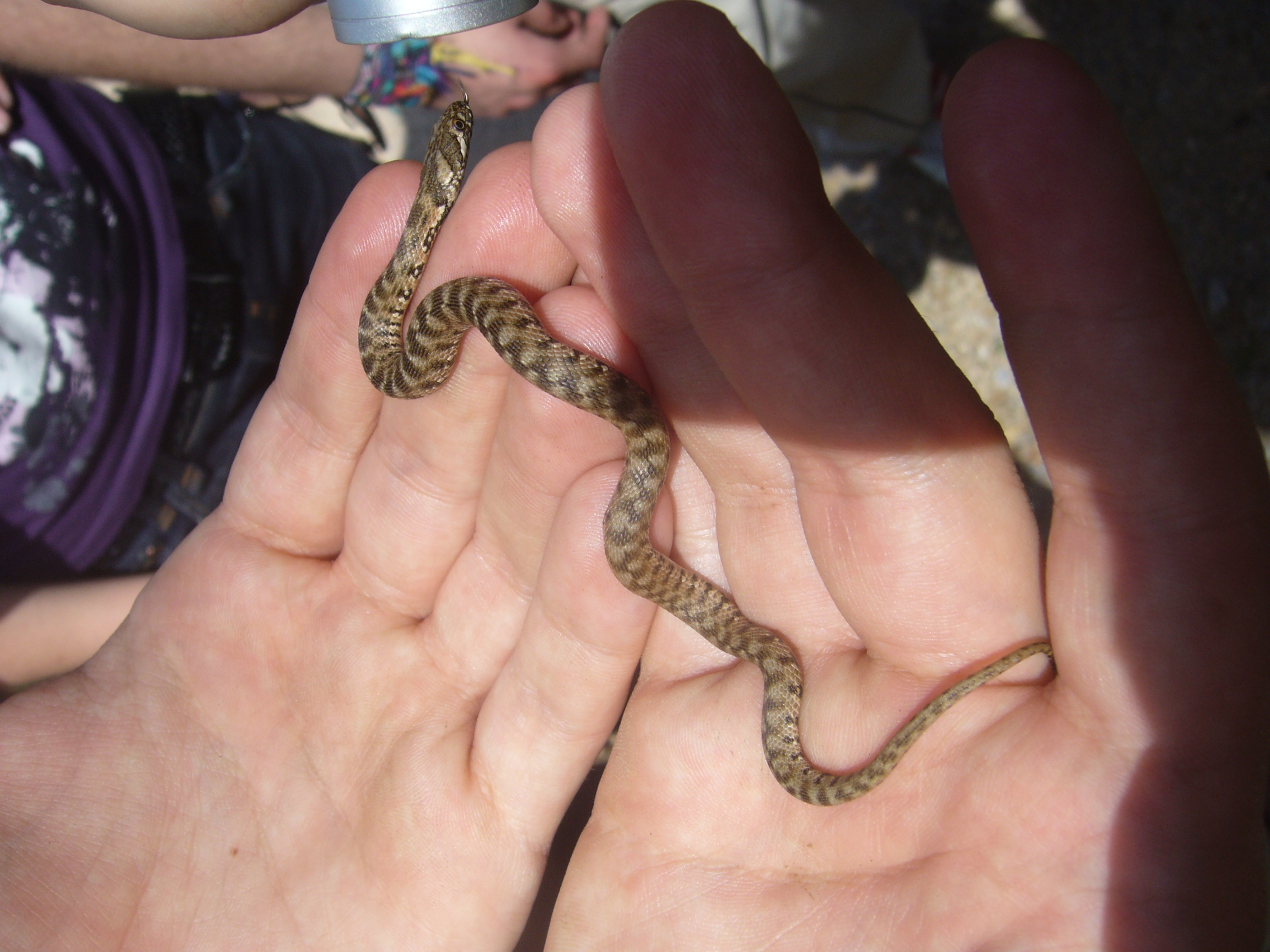
Culebra de agua.

- Murciélago de las cuevas (Miniopterus schreibersii)
- Apus melba (Apus melba)
- Águila real (Aquila chrysaetos)
- Búho real (Bubo bubo)
- Halcón Peregrino (Falco peregrinus)
- Chova piquirroja (Pyrrhocorax pyrrhocorax)
- Curruca rabilarga (Sylvia undata)
- Lagarto verdinegro (Lacerta schreiberi)
- Cangrejo de río ( Austropotamobius pallipes)
- Capricornio mayor (Cerambyx cerdo)
- Ciervo volante (Lucanus cervus)